# マオリ神話

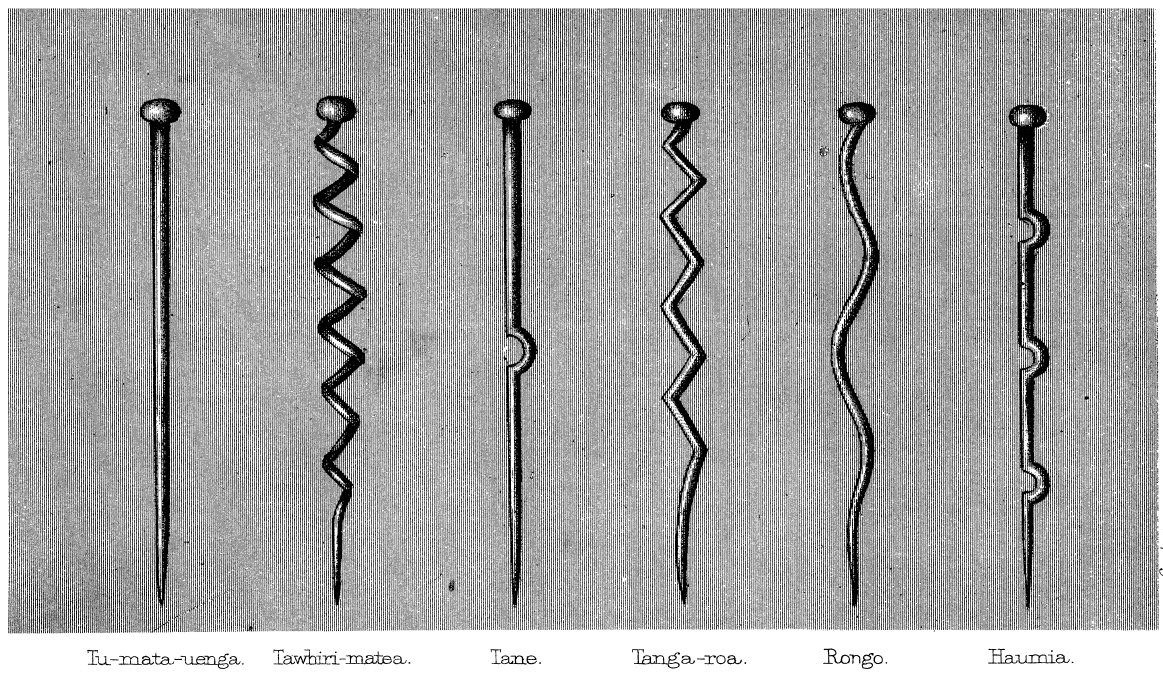
マオリの主要な6柱の神々を表す木製のスティック。左から戦神トゥ・マタウエンガ、天候神ターウィリマーテア、森と鳥の神タネ、偉大なる海神タンガロア、農耕神ロンゴ、野生種の食べ物の神ハウミア

マオリ神話（Māori mythology）は、ポリネシア神話の中でもニュージーランドのマオリ族において語り継がれる神話。マオリ社会の儀式・信仰・世界観は、結局は故郷のポリネシアの神話（ポリネシア神話）を基に、新たな環境で変化したものである。

## 概要
クマラの植え付けと栽培における重要な儀礼などで語られる。天空の父ランギ、母パパなどを祭り、創造主イオが神々の階層の最上位に位置する。マオリの伝説では祖先たちが航海に用いたカヌーが重要な役割を果たす。森の神タネが天と地を引き離し、タネの娘であり妻でもあるヒネ・ヌイ・テ・ポが夜と死の女神になった。